# Budapesti Spartacus

A Budapesti Spartacus SC (Budapesti Spartacus Sportklub)  nagy múltú magyar sportegyesület volt. Rövidítése: Bp. Spartacus. Beceneve: Szpari vagy Spari. (E becenevek más Spartacus nevű sportegyesületekre is használatosak voltak, mint pl. a Nyíregyházi Spartacus vagy a Hajdúszoboszlói Spartacus.)

## Története
1952-ben alakult, elnevezésében is korabeli szovjet mintát követve. Eredeti neve állítólag Bp. Szpartak volt. A kisipari szakszervezeti dolgozók központi sportegyesületeként jött létre.
Az 1970-es évek közepén érte el pályafutása csúcsát: a 4. legnagyobb magyar sportegyesületnek számított.
1968-ban beolvadt az egyesületbe a Budai Spartacus SE.
A Budapesti Spartacus a fénykorában több mint húsz szakosztályt működtetett, ezek közül a legeredményesebbek az úszók voltak – itt készült Egerszegi Krisztina is -, de vízilabdában, asztaliteniszben, birkózásban, kajak-kenuban, sakkban és teniszben is voltak kiemelkedő sportolói. Az egyesület több olimpiai és világbajnokot, érmest nevelt.
Az egyesület férfi sakkcsapata 1982-ben BEK-et nyert.
A rendszerváltást követően, a szövetkezeti mozgalom megszűnésével párhuzamosan, a Bp. Spartacus is megszűnt.

## Szakosztályai
asztalitenisz (1955-ben alakult a Bőripari Spartacus és a Munkaerőtartalékok Hivatala szakosztályainak átvételével)
A női szakosztály 1989-ben megszűnt.
- Faragó Judit
- Holló Tamás
- Jónyer István
- Káposztás Zoltán
- Klampár Tibor
- Kriston Zsolt
- Molnár János
- Pigniczki László

edző
- Pigniczki László
- Sidó Ferenc

atlétika (1952–)
- Fetter György
- Menczer Gusztáv
- Pintér János
- Sámuel Edit
- Simon Dénes
- Steinhacker Róbert

autó-motor
- Klink János

birkózás (1962–)
- Bódi Jenő
- Farkas Péter
- Növényi Norbert
- Rovnyai János
- Szőnyi János

edző
- id. Növényi Norbert

cselgáncs (1963–)
- Moravetz Ferenc
- Szabó Ferenc
- Szabó Mihály
- Tolnai László
- Varga Imre

edző
- Króner Ferenc

íjászat (1959-ben jött létre a Szőrmejavítóipari KTSZ SE szakosztályának átvételével)
- Lászlóvári Zoltán

jégkorong
kajak-kenu (1967–)
- Cserha István
- Gindl László
- Hingl László
- Szöllősi Imre
- Vargha Csongor

kerékpár
kézilabda (női 1952–, férfi 1954–)
játékosok
- Agócs Valéria
- Angyal Éva
- Ácsbog Mária
- Babos Ágnes
- Balogh Márta
- Elekes Csilla
- Erdős Éva
- Farkas Andrea
- Farkas Ágnes
- Horváth Klára
- Jóna Magda
- Nyári Erzsébet
- Orbán Csilla
- Pásztor Erzsébet
- Szabó Edina
- Tomann Rozália
- Varga Zsuzsanna
- Végh Ágnes
- Borsos Attila
- Éles József
- Harka László
- Jánovszki László
- Molnár Gyula
- Stiller János
- Szabó István

edzők
- női
  - Nádori Pál
- férfi
  - Adorján János (1983–1985)

női kosárlabda (1952–1990)
- Bakai Eszter
- Beloberk Éva
- Borka Ágnes
- Csávás Andrea
- Gulyás Ildikó
- Kiss Lenke
- Koroknai Katalin
- László Erzsébet
- Petrik Katalin
- Varga Mária
- Vertetics Györgyi

edzők
- Gyimesi János (1971–1976)
- Bild Katalin (1981–1984)
- Glatz Árpád (1988–1989)
- Varga Mátyás

labdarúgás (1952–1981)
Bajnoki helyezések
| Szezon    | Osztály | Bajnokság    | Helyezés |
| --------- | ------- | ------------ | -------- |
| 1952      | 3.      | BLSZ I/4     | 2.       |
| 1953      | 3.      | BLSZ I/4     | 1.       |
| 1954      | 2.      | NB II közép  | 6.       |
| 1955      | 2.      | NB II nyugat | 2.       |
| 1956      | 2.      | NB II kelet  | 4.       |
| 1957–1958 | 2.      | NB II kelet  | 3.       |
| 1958–1959 | 2.      | NB II kelet  | 10.      |
| 1959–1960 | 2.      | NB II kelet  | 13.      |
| 1960–1961 | 2.      | NB II kelet  | 13.      |
| 1961–1962 | 2.      | NB II kelet  | 13.      |
| 1962–1963 | 2.      | NB II kelet  | 12.      |
| 1963      | 3.      | NB II kelet  | 6.       |
| 1964      | 3.      | NB II kelet  | 4.       |
| 1965      | 3.      | NB II kelet  | 7.       |
| 1966      | 3.      | NB II kelet  | 1.       |

| Szezon    | Osztály | Bajnokság        | Helyezés |
| --------- | ------- | ---------------- | -------- |
| 1967      | 2.      | NB IB            | 7.       |
| 1968      | 2.      | NB IB            | 10.      |
| 1969      | 2.      | NB IB            | 7.       |
| 1970      | 2.      | NB IB B          | 2.       |
| 1970–1971 | 2.      | NB IB            | 12.      |
| 1971–1972 | 2.      | NB IB            | 5.       |
| 1972–1973 | 2.      | NB IB            | 15.      |
| 1973–1974 | 2.      | NB IB            | 15.      |
| 1974–1975 | 2.      | NB II            | 16.      |
| 1975–1976 | 2.      | NB II            | 18.      |
| 1976–1977 | 3.      | NB III délnyugat | 8.       |
| 1977–1978 | 3.      | NB III közép     | 7.       |
| 1978–1979 | 2.      | NB II közép      | 15.      |
| 1979–1980 | 2.      | NB II közép      | 9.       |
| 1980–1981 | 2.      | NB II közép      | 18.      |

Játékosok
- Deák Ferenc
- Egervári Sándor
- Lóránt Gyula
- Mezey György

Vezetőedzők
- Szabó Géza (1953)
- Albert József (1954)
- Urbancsik Gábor (1954–1955)
- Gyetvai László (1955–1957)
- Szűcs Gyula (1957–1959)
- Magyar Aladár (1959–1963)
- Bukovi Márton (1963–1965)
- Szovják István (1965)
- Jávor Pál (1965–1967)
- Kóczián Antal (1967–1968)
- Hidegkuti Nándor (1968–1971)
- Szimcsák István (1972–1976)
- Povázsai László (1976–1977)
- Berendy Pál (1977–1978)
- Palicskó Tibor (1978)
- Kapocsi Sándor (1978–1979)
- Dorogi József (1979–1981)

motorcsónak
műkorcsolya (1958-ban alakult, amikor a Csepeli MTK (?) szakosztálya beolvadt )
- Bálint Csaba
- Csanádi Károly
- Demeter János
- Engi Klára
- Kerekes Krisztina
- Korda Györgyi
- Mató Edit
- Péterfy Judit
- Száraz András
- Szentpétery Csaba
- Téglássy Tamara
- Tóth Attila
- Vásárhelyi Pál
- Regina Woodward

Edzők
- Berecz Ilona
- Jurek Eszter
- Saáry Éva
- Vida Gábor

ökölvívás
röplabda (1954–)
- Blaumann Ferenc
- Eichler Katalin
- Gajdos Ágnes
- Lantos Csaba
- Szalonna Julianna
- Tatár Mihály

edző
- Kasziba István
- Kotsis Attiláné
- Porubszky László

sakk (1952–2000)
2000-ben a Tabáni Spartacus nevű egyesület vette át a sakkszakosztály működtetését.
- Csom István
- Faragó Iván
- Flórián Tibor
- Haág Ervin
- Pintér József
- Tolnai Tibor
- Varnusz Egon

tájékozódási futás (1957–1970)
A Bp Spartacus 1957-ben vette át a Bőripari Szpartakusz szakosztályát. A szakosztályvezető Szondi Ferenc, az edző 1965 és 1969 között Schőviszky László volt. A klub legjobb versenyzői a magyar élmezőnyhöz tartoztak. 1969-ben igazolták le Monspart Saroltát, aki 1970-ben vb-n 8., csapatban ezüstérmes volt. A szakosztály 1971-től a Spartacus Turista Egyesület színeiben működött tovább.
teke
- Brachmann János

tenisz
- Csurgó Virág
- Köves Gábor
- Markovits László
- Temesvári Andrea

torna (1958–)
versenyzők
- Altorjai Sándor
- Bérczi István
- Bánfai Ágnes
- Horacsek Andrea
- Pruma Tibor
- Storczer Beáta
- Tass Olga
- Tóth Balázs
- Tressel Mária

edzők
- Eőry István
- Ziszisz Tanaszisz

úszás
- Dzvonyár János
- Egerszegi Krisztina
- Énekes Zoltán
- Gulyás Klára
- Güttler Károly
- Kaczander Ágnnes
- Kindl Gabriella
- Kovács Ágnes
- Patóh Magda
- Szabó Sándor
- Szlamka László

Edző
- Kiss László
- Nagy József

vitorlázás (–1989)
- Argay Béla
- Detre Szabolcs
- Detre Zsolt
- Gosztonyi András
- Majthényi Szabolcs
- Pomucz Tamás

Edző
- Dolesch Iván

vízilabda (1952–1999)
A szakosztály 1952-ben alakult meg. Az első szezonjában a Budapest harmad-, majd 1953-ban a másodosztály bajnoka volt. 1955-ben megnyerte az OB II-t és bejutott az első osztályba. Ezt követően stabil OB I-es csapat volt, csak két alkalommal esett ki onnan. 1986–1987-ben és  1998–1999-ben bajnoki bronzérmet szerzett. 1988-ban és 1999-ben magyar kupát nyert. Az 1988–1989-es kupagyőztesek Európa-kupája döntőjébe jutott. 1998 nyarától a Bp. Honvéddal közös csapattal, Honvéd-Spartacus néven szerepelt tovább. A következő évtől Honvéd-Dominó néven indult a csapat, mert a Spartacus nem tudta finanszírozni a ráeső költségeket.

## Sporttelepei
- 1103 Budapest, Kőér u. 1/a
  - labdajáték-csarnok (1976)[9]
  - teniszcsarnok (1981)[10]
  - uszoda és futófolyosó (1983)[11]
- Budapest, Szentkirályi u. 26. (Nemzeti Tornacsarnok)

## Sikerek
Olimpiai bajnokok
- Egerszegi Krisztina (1988: 200 m hát, 1992: 100 m és 200 m hát, 400 m vegyes, 1996: 200 m hát
- Kovács Ágnes (2000: 200 m mell)
- Molnár Endre (1976: vízilabda)
- Csom István (1978: sakkolimpia)

Világbajnokok
- Jónyer István (1971: páros, 1975: egyéni és páros, 1979: csapat)
- Klampár Tibor (1979: csapat)
- Pitz Andrea (1999: maraton kajak kettes)
- Balogh Márta, Csenki Györgyné, Gurics Györgyné, Hajek Károlyné, Jóna Magda (1965: kézilabda)
- Egerszegi Krisztina (1990: 100 m és 200 m hát)
- Kovács Ágnes (1998: 200 m mell, 2001: 200 m mell)
- Molnár Endre (1973: vízilabda)

Európa-bajnokok
- Jónyer István (1972: páros, 1974: páros, 1978: csapat, 1982: csapat)
- Klampár Tibor (1978, csapat, 1982: csapat)
- Kriston Zsolt (1982: csapat)
- Molnár János (1982: csapat)
- Bódi Jenő (1988: 62 kg kötöttfogás)
- Lovas Gábor (1999: 30 terepíjászat)
- Tolnai László (1990, cselgáncs abszolút kategória)
- Hajtós Bertalan (1998, cselgáncs 81 kg )
- Cserha István (1969: kenu kettes 10 000)
- Hingl László (1969: kenu kettes 10 000)
- Pitz Andrea (1995, maraton kajak egyes, 1999, maraton kajak kettes)
- Egerszegi Krisztina (1991, 100 m és 200 m hát, 400 m vegyes, 1993: 100 m és 200 m hát, 400 m vegyes, 200 m pillangó, 1995: 200 m hát, 400 m vegyes)
- Güttler Károly (1993: 100 m mell)
- Kovács Ágnes (1997: 100 m és 200 m mell, 1999: 50 m, 100 m és 200 m mell, 2000: 50 m és 100 m mell)
- Batházi István (2000: 400 m vegyes)
- Pomucz Tamás és Argay Attila (1989, vitorlázás repülő hollandi)
- Magas István (1977, vízilabda)
- Molnár Endre (1974, 1977, vízilabda)

Csapat
- asztalitenisz
  - BEK-győzelem: 1970, 1971, 1979
  - VVK-győzelem: 1969, 1975
  - ETTU kupa-győzelem: 1984
- kézilabda 
  - KEK-győzelem: 1981
- sakk 
  - BEK-győzelem: 1982

## Versenyzők
- Jónyer István (1970-1984), Klampár Tibor (1976-1984), Faragó Judit [12](asztalitenisz)
- Egerszegi Krisztina (úszás)
- Növényi Norbert birkózó
- Molnár Endre (vízilabda) (1966-tól; később edzőként is)
- Csom István (sakk)
- Monspart Sarolta (tájékozódási futás)
- Erdős Éva (kézilabda)

## Nevezetes sportvezetők
A klub elnökei
- Koch Imre, az első elnök
- Molnár István
- Szegedi Lajos (1957–1958)
- Nemes Pál (1958–1959)
- Méhész Géza
- Keresztesi József (1959–1962)
- Markovits Kálmán (1963–1966)
- Pazár Sándor  (1967–1971)

Edzők
- Kiss László úszóedző
- Króner Ferenc (cselgáncs)